# Покровск-Уральский
Покро́вск-Ура́льский — посёлок в Североуральском муниципальном округе Свердловской области России. С 1947 по 2004 год имел статус рабочего посёлка (посёлка городского типа).

## Географическое положение
Покровск-Уральский расположен на восточном склоне Северного Урала, в 7 километрах (по автодороге в 8 километрах) к западу от города Североуральска, на берегу реки Колонги (левого притока реки Вагран, бассейн реки Сосьвы). Конечная станция на железнодорожной ветке Бокситы — Покровск-Уральский.

## История посёлка
В 1752 году Г. Н. Постниковым было открыто Покровское месторождение железных руд. Посёлок горняков и лесозаготовителей на этом месте был основан в 1760 году. Позже были открыты рудник и шахта Первомайская по добыче железной руды.
В 1947 году населённый пункт Покровск получил статус рабочего посёлка и наименование Покровск-Уральский.
С 31 декабря 2004 года Покровск-Уральский — сельский населённый пункт.
В посёлке работает дробильная фабрика «Уральский Щебень».

## Население
| 1959 | 1970  | 1979  | 1989  | 2002  | 2010  |
| ---- | ----- | ----- | ----- | ----- | ----- |
| 5978 | ↘4793 | ↘2565 | ↘2040 | ↘1619 | ↘1160 |